# Nuorese Calcio
Maillots
Dernière mise à jour : 3 août 2011.
La Unione Sportiva Dilettantistica Nuorese Calcio 1930 est un club italien de football. Il est basé à Nuoro dans la province de Nuoro en Sardaigne. Il évolue en 2011-2012 en Eccellenza, le sixième niveau hiérarchique du football italien. Le club a joué 17 saisons au quatrième niveau national, principalement dans les années 1960 et 1970.

## Historique
- 1930 - fondation du club

## Anciens Joueurs
Gianfranco Zola international italien